# Contea di Dingnan
La contea di Dingnan (定南县S, Dìngnán XiànP) è una contea della Cina, situata nella provincia di Jiangxi e amministrata dalla prefettura di Ganzhou.